# Tire de la Sainte-Catherine
La tire de la Sainte-Catherine est un bonbon mou traditionnellement québécois fait à base de mélasse, et de sucre. Elle est traditionnellement préparée le 25 novembre lors de la fête de la Sainte-Catherine. Le bonbon est lié dans le folklore québécois à Marguerite Bourgeoys. 